# Extreme Rules 2010
Extreme Rules 2010 è stata la seconda edizione dell'omonimo evento in pay-per-view prodotto annualmente dalla WWE. L'evento si è svolto il 25 aprile 2010 alla 1st Mariner Arena di Baltimora (Maryland).

## Storyline
Il 28 marzo, a WrestleMania XXVI, John Cena ha sconfitto il campione Batista, conquistando così il WWE Championship per la settima volta. Nella puntata di Raw del 5 aprile Batista ha brutalmente attaccato Cena al termine di un incontro, annunciando che avrà un rematch per il titolo in un Last Man Standing match ad Extreme Rules.
A WrestleMania XXVI, Jack Swagger ha vinto il Money in the Bank Ladder match ottenendo così un futuro match per il WWE Championship o per il World Heavyweight Championship. Nella puntata di SmackDown del 2 aprile Swagger ha incassato il contratto del Money in the Bank ai danni del World Heavyweight Champion Chris Jericho (il quale era appena stato attaccato da Edge), conquistando così il titolo per la prima volta. La settimana successiva, un incontro tra Jericho e Edge per decretare il ruolo di contendente n°1 al titolo di Swagger si è concluso in un doppio count-out. Il 12 aprile, l'ospite speciale di Raw, David Hasselhoff, avendo constatato che il match per stabilire lo sfidante non ha designato alcun vincitore, ha proclamato che l'avversario di Swagger per il titolo sarà Randy Orton poiché quest'ultimo lo aveva in precedenza battuto in due occasioni. In seguito è stato sancito che l'incontro di Extreme Rules tra Swagger e Orton sarà un Extreme Rules match.
Edge, di ritorno da un infortunio, è tornato a lottare alla Royal Rumble vincendo l'omonimo match, e guadagnandosi il diritto di affrontare il WWE Champion o il World Heavyweight Champion. Edge ha poi scelto di competere per il World Heavyweight Championship, affrontando il campione Chris Jericho a WrestleMania XXVI, ma senza successo. Il 2 aprile, a SmackDown, Edge ha brutalmente attaccato Jericho, permettendo così a Jack Swagger di incassare il contratto del Money in the Bank e di conquistare il titolo. Il 9 aprile, a SmackDown, Jericho e Edge si sono affrontati in un match per determinare il contendente al titolo di Swagger; tuttavia l'incontro è terminato con un doppio countout ed è stato quindi annunciato uno Steel Cage match tra i due per Extreme Rules.
Un'altra rivalità vede contrapposti Triple H e Sheamus. L'irlandese ha ritenuto che la sconfitta ad Elimination Chamber, con conseguente perdita del WWE Championship, sia stata colpa di Triple H. I due si sono così sfidati a WrestleMania, dove ha prevalso The Game. La notte seguente a Raw, Sheamus attacca Triple H, e il 12 aprile è proclamato uno Street Fight match tra i due per Extreme Rules.
Il feud tra CM Punk e Rey Mysterio si protrae da diversi mesi. I due si sono già affrontati a WrestleMania, dove si è imposto il wrestler messicano. Rey Mysterio propone un incontro con la clausola particolare che se avesse sconfitto lo Straight Edge, gli avrebbe rasato i capelli.
Dopo essere diventata la contendente n°1 al WWE Women's Championship, Beth Phoenix ha iniziato un feud con le LayCool (la Women's Champion Michelle McCool e Layla). Nella puntata di SmackDown del 23 aprile, le LayCool hanno umiliato la Phoenix, colpendola con una tavola da stiro per poi disegnare sul suo corpo con un rossetto. In seguito è stato annunciato che, a Extreme Rules, la McCool dovrà difendere il titolo femminile contro la Phoenix in un Extreme Makeover match.
Nella puntata di SmackDown del 2 aprile, i Cryme Tyme (JTG e Shad Gaspard) sono stati sconfitti da John Morrison e R-Truth; al termine del match Shad ha brutalmente attaccato JTG, ponendo fine al loro tag team ed effettuando contestualmente un turn heel. In seguito è stato sancito uno Strap match tra JTG e Shad per Extreme Rules.

## Risultati
| #    | Incontri | Stipulazioni                                              | Durata |
| ---- | --- | --------------------------------------------------------- | ------ |
| Dark | Kofi Kingston ha sconfitto Dolph Ziggler                                                                     | Single match                                              | —      |
| 1    | David Hart Smith e Tyson Kidd (con Bret Hart e Natalya) hanno vinto eliminando per ultimi Big Show e The Miz | Gauntlet match                                            | 05:18  |
| 2    | CM Punk (con Luke Gallows e Serena) ha sconfitto Rey Mysterio                                                | Hair vs. hair match                                       | 15:57  |
| 3    | JTG ha sconfitto Shad Gaspard                                                                                | Strap match                                               | 04:41  |
| 4    | Jack Swagger (c) ha sconfitto Randy Orton                                                                    | Extreme rules match per il World Heavyweight Championship | 13:59  |
| 5    | Sheamus ha sconfitto Triple H                                                                                | Street fight match                                        | 15:46  |
| 6    | Beth Phoenix ha sconfitto Michelle McCool (c) (con Layla e Vickie Guerrero)                                  | Extreme rules match per il WWE Women's Championship       | 06:32  |
| 7    | Edge ha sconfitto Chris Jericho                                                                              | Steel cage match                                          | 19:59  |
| 8    | John Cena (c) ha sconfitto Batista                                                                           | Last man standing match per il WWE Championship           | 24:34  |